# Immanuel Jakobovits
Immanuel Jakobovits (ur. 8 lutego 1921 w Królewcu, zm. 31 października 1999 w Londynie) – ortodoksyjny rabin, w latach 1949–1958 naczelny rabin Irlandii, a następnie w latach 1966–1991 naczelny rabin Wielkiej Brytanii i Wspólnoty Narodów. Immanuel Jakobovits został odznaczony Orderem Imperium Brytyjskiego. W 1991 został laureatem prestiżowej Nagrody Templetona.